# Phép toán modulo
Trong điện toán, phép toán modulo là phép toán tìm số dư của phép chia 2 số (đôi khi được gọi là modulus).
Cho hai số dư, (số bị chia) a và (số chia) n, a modulo n (viết tắt là a mod n) là số dư của phép chia có dư Euclid của a cho n. Ví dụ, biểu thức "5 mod 2" bằng 1 vì 5 chia cho 2 có thương số là 2 là số dư là 1, trong khi "9 mod 3" bằng 0 do 9 chia 3 có thương số là 3 và số dư 0; không còn gì trong phép trừ của 9 cho 3 nhân 3. (Lưu ý rằng thực hiện phép chia bằng máy tính cầm tay sẽ không hiển thị kết quả giống như phép toán này; thương số sẽ được biểu diễn dưới dạng phần thập phân.)
Mặc dù thường được thực hiện khi a và n đều là số nguyên, nhiều hệ tính toán cho phép sử dụng các kiểu khác của toán học bằng số. Giới hạn của một modulo nguyên của n là từ 0 đến n − 1. (a mod 1 luôn bằng 0; a mod 0 là không xác định, có thể trả về lỗi chia cho số 0 trong nhiều ngôn ngữ lập trình.) Xem số học mô-đun để tìm các quy ước cũ hơn và liên quan được áp dụng trong lý thuyết số.
Khi hoặc a hoặc n là số âm, định nghĩa cơ bản bị phá vỡ và các ngôn ngữ lập trình khác nhau trong việc định nghĩa các kết quả này.

## Tính toán phần dư trong phép toán modulo

Thương số (q) và số dư (r) theo các hàm của số bị chia (a), bằng cách dùng các thuật toán khác nhau

Trong toán học, kết quả của phép toán modulo là số dư của phép chia có dư. Tuy vậy các quy ước khác vẫn tồn tại. Máy vi tính và máy tính có nhiều cách khác nhau để lưu trữ và đại diện cho các số; do đó định nghĩa của chúng về phép toán modulo phụ thuộc vào ngôn ngữ lập trình hoặc phần cứng máy tính bên dưới cơ bản.
Trong hầu hết các hệ thống máy tính, thương số q và số dư r của phép chia a cho n thỏa mãn
 
| {\displaystyle {\begin{aligned}q\,&\in \mathbb {Z} \\a\,&=nq+r\\\|r\|\,&<\|n\|\end{aligned}}} | \| \| \| \| \| \| \| \| | (1) |
|                                                                                               |                         |     |
|                                                                                               |                         |     |
Tuy nhiên, vẫn còn sự nhập nhằng về dấu nếu số dư khác không: hai lựa chọn có thể cho số dư xảy ra, một âm và một dương, và hai lựa chọn cho thương số xảy ra. Trong lý thuyết số, thông thường số dư dương luôn được chọn, nhưng lựa chọn của các ngôn ngữ lập trình tùy thuộc vào ngôn ngữ và dấu của a hoặc n. Ngôn ngữ Pascal và ALGOL 68 tiêu chuẩn chọn số dư dương (hoặc 0) kể cả khi số chia là các số âm, đối với một vài ngôn ngữ lập trình như C90 thì dấu tùy thuộc vào cài đặt khi hoặc n hoặc a là số âm. Xem bảng để biết chi tiết. a modulo 0 là không xác định trong hầu hết các hệ thống, mặc dù một số hệ thống định nghĩa là a.
- Nhiều cài đặt sử dụng phép chia rút gọn mà trong đó thương số được định nghĩa bởi hàm rút gọn q = trunc(a/n) do đó theo phương trình (1) số dư sẽ có cùng dấu với số bị chia. Thương số được làm tròn về số không: bằng số nguyên đầu tiên có phần hướng tới không của thương số hữu tỉ.
{\displaystyle r=a-n\operatorname {trunc} \left({\frac {a}{n}}\right)}
- Donald Knuth[1] mô tả phép chia sàn trong đó thương số được định nghĩa bởi hàm floor q = ⌊a/n⌋, do đó theo phương trình (1) số dư sẽ có cùng dấu với số chia. Do hàm floor, thương số luôn được làm tròn xuống kể cả khi nó là số âm.
{\displaystyle r=a-n\left\lfloor {\frac {a}{n}}\right\rfloor }
- Raymond T. Boute[2] mô tả định nghĩa phép chia có dư trong đó số dư luôn không âm, 0 ≤ r, phù hợp với giải thuật phép chia có dư. Trong đó,
{\displaystyle n>0\Rightarrow q=\left\lfloor {\frac {a}{n}}\right\rfloor }
{\displaystyle n<0\Rightarrow q=\left\lceil {\frac {a}{n}}\right\rceil }
hoặc tương đương
{\displaystyle q=\operatorname {sgn}(n)\left\lfloor {\frac {a}{\left|n\right|}}\right\rfloor }
với sgn là hàm sign, do đó
{\displaystyle r=a-|n|\left\lfloor {\frac {a}{\left|n\right|}}\right\rfloor }
- Ngôn ngữ Common Lisp cũng định nghĩa phép chia làm tròn và phép chia trần, trong đó thương số cho bởi q = round(a/n) và q = ⌈a/n⌉ tương ứng.
- IEEE 754 định nghĩa hàm số dư trong đó thương số là a/n được làm tròn dựa trên quy ước làm tròn đến số gần nhất. Do vậy, dấu của số dư được chọn là gần với số 0 nhất.

Theo mô tả của Leijen,
Boute argues that Euclidean division is superior to the other ones in terms of regularity and useful mathematical properties, although floored division, promoted by Knuth, is also a good definition. Despite its widespread use, truncated division is shown to be inferior to the other definitions.
(Tạm dịch: Boute lập luận rằng phép chia có dư là vượt trội so với các phép chia khác về tính đều đặn và các thuộc tính toán học hữu ích, dù rằng với phép chia sàn, được Knuth ủng hộ, cũng là một định nghĩa tốt. Tuy được sử dụng rộng rãi, phép chia rút gọn được chứng minh kém hơn các định nghĩa khác.)— Daan Leijen, Division and Modulus for Computer Scientists

Tuy nhiên, Boute tập trung vào các tính chất của chính phép toán modulo và không đánh giá sự thật là phép chia rút gọn (tiếng Anh: truncated division) cho thấy sự đối xứng của (-a) div n = -(a div n) và a div (-n) = -(a div n), mà cũng giống phép chia thông thường. Bởi vì cả hai phép chia sàn và phép chia có dư đều không có tính đối xứng này, phán đoán của Boute ít nhất là không toàn diện.

## Các sai lầm thông thường
Nếu kết quả của phép chia modulo có dấu của số bị chia thì sẽ dẫn đến các sai lầm đáng ngạc nhiên.
Ví dụ, để kiểm tra tính lẻ của một số nguyên, ta có thể kiểm tra số dư khi chia cho có bằng 1:
```
bool
 
is_odd
(
int
 
n
)
 
{

    
return
 
n
 
%
 
2
 
==
 
1
;

}

```

Khi ngôn ngữ lập trình có số dư có dấu của số bị chia, việc kiểm tra sẽ sai, do khi n (số bị chia) là số âm lẻ, n mod 2 trả về −1, và hàm trả về false.
Có thể sửa lại sai lầm đó bằng cách kiểm tra rằng kết quả khác 0 (do số dư bằng 0 được xem xét như nhau bất kể dấu):
```
bool
 
is_odd
(
int
 
n
)
 
{

    
return
 
n
 
%
 
2
 
!=
 
0
;

}

```

Hay là, bằng việc hiểu trước rằng với bất kỳ số lẻ nào, số dư modulo có thể hoặc bằng 1 hoặc −1:
```
bool
 
is_odd
(
int
 
n
)
 
{

    
return
 
n
 
%
 
2
 
==
 
1
 
||
 
n
 
%
 
2
 
==
 
-1
;

}

```

## Ký hiệu
Một số máy tính cầm tay có nút của hàm mod(), và nhiều ngôn ngữ lập trình khác có hàm tương tự, biểu diễn cho mod(a, n). Một vài ngôn ngữ hỗ trợ các biễu thức mà dùng "%", "mod", hoặc "Mod" là toán tử modulo hoặc toán tử lấy số dư, chẳng hạn
a % n
hoặc
a mod n
hoặc tương đương cho môi trường thiếu hàm mod() (chú ý rằng kiểu 'int' vốn đã sinh ra giá trị rút gọn a/n)
a - (n * int(a/n))

## Vấn đề hiệu suất
Phép toán modulo có thể được cài đặt sao cho mỗi lần phép chia với số dư được tính. Đôi với nhu cầu đặc biệt, trên vài phần cứng, tồn tại các phép toán tương tự nhưng nhanh hơn. Ví dụ, modulo cho lũy thừa của 2 có thể biễu diễn tương đương bởi phép toán bitwise AND:
x % 2n == x & (2n - 1)
Ví dụ (giả sử x là số nguyên dương):
x % 2 == x & 1
x % 4 == x & 3
x % 8 == x & 7
Trong các thiết bị và phần mềm mà cài đặt toán tử bitwise hiệu quả hơn toán tử modulo, các dạng thay thế này có thể dẫn đến tính toán nhanh hơn.
Các trình biên dịch tối ưu hóa có thể nhận diện các biểu thức có dạng expression % constant trong đó constant là lũy thừa của 2 và tự động cài đặt chúng thành expression & (constant-1). Điều này cho phép viết mã rõ ràng hơn mà không ảnh hưởng đến hiệu suất. Cách tối ưu hóa này không áp dụng cho các ngôn ngữ mà kết quả của phép toán modulo có cùng dẫu với số bị chia (bao gồm C), trừ phi số bị chia là kiểu số nguyên không dấu. Bởi vì nếu số bị chia là số âm thì modulo sẽ là số âm trong khi expression & (constant-1) sẽ luôn dương.

## Tính tương đương
Một số phép toán modulo có thể được mở rộng tương tự sang các phép toán toán học khác. Điều này có tính hữu dụng trong các chứng minh mật mã học, chẳng hạn trao đổi khóa Diffie-Hellman.
- Phần tử đơn vị:
  - (a mod n) mod n = a mod n.
  - nx mod n = 0 với mọi số nguyên dương x.
  - Nếu p là số nguyên tố không phải là ước số của b, thì abp−1 mod p = a mod p, dựa theo định lý nhỏ Fermat.
- Phần tử đảo:
  - [(−a mod n) + (a mod n)] mod n = 0.
  - b−1 mod n kí hiệu phần tử đảo modular, được định nghĩa khi và chỉ khi b và n là các số nguyên tố cùng nhau, khi vế trái xác định: [(b−1 mod n)(b mod n)] mod n = 1.
- Tính phân phối:
  - (a + b) mod n = [(a mod n) + (b mod n)] mod n.
  - ab mod n = [(a mod n)(b mod n)] mod n.
- Phép chia (định nghĩa): a/b mod n = [(a mod n)(b−1 mod n)] mod n, khi vế phải xác định (là khi b và math|n}} là các số nguyên tố cùng nhau). Các trường hợp còn lại là không xác định.
- Phép nhân nghịch đảo: [(ab mod n)(b−1 mod n)] mod n = a mod n.

## Dấu Mod trong các ngôn ngữ lập trình
| Ngôn ngữ                        | Toán tử       | Kết quả có cùng dấu với      |
| ------------------------------- | ------------- | ---------------------------- |
| ABAP                            | MOD           | Luôn không âm                |
| ActionScript                    | %             | Số bị chia                   |
| Ada                             | mod           | Số chia                      |
| Ada                             | rem           | Số bị chia                   |
| ALGOL 68                        | ÷×, mod       | Luôn không âm                |
| AMPL                            | mod           | Số bị chia                   |
| APL                             | \|            | Số chia                      |
| AppleScript                     | mod           | Số bị chia                   |
| AutoLISP                        | (rem d n)     | Số dư                        |
| AWK                             | %             | Số bị chia                   |
| BASIC                           | Mod           | Không xác định               |
| bash                            | %             | Số bị chia                   |
| bc                              | %             | Số bị chia                   |
| C (ISO 1990)                    | %             | Định nghĩa tùy thuộc cài đặt |
| C (ISO 1990)                    | div           | ngôn ngữ lập trình           |
| C++ (ISO 1998)                  | %             | Định nghĩa tùy thuộc cài đặt |
| C++ (ISO 1998)                  | div           | Số bị chia                   |
| C (ISO 1999)                    | %, div        | Số bị chia                   |
| C++ (ISO 2011)                  | %, div        | Số bị chia                   |
| C#                              | %             | Số bị chia                   |
| Clarion                         | %             | Số bị chia                   |
| Clojure                         | mod           | Số chia                      |
| Clojure                         | rem           | Số bị chia                   |
| COBOL                           | FUNCTION MOD  | Số chia                      |
| CoffeeScript                    | %             | Số bị chia                   |
| CoffeeScript                    | %%            | Số chia                      |
| ColdFusion                      | %, MOD        | Số bị chia                   |
| Common Lisp                     | mod           | Số chia                      |
| Common Lisp                     | rem           | Số bị chia                   |
| Construct 2                     | %             |                              |
| D                               | %             | Số bị chia                   |
| Dart                            | %             | Luôn không âm                |
| Dart                            | remainder()   | Số bị chia                   |
| Eiffel                          | \\            |                              |
| Erlang                          | rem           | Số bị chia                   |
| Euphoria                        | mod           | Số chia                      |
| Euphoria                        | remainder     | Số bị chia                   |
| F#                              | %             | Số bị chia                   |
| FileMaker                       | Mod           | Số chia                      |
| Forth                           | mod           | tùy thuộc vào cài đặt        |
| Fortran                         | mod           | Số bị chia                   |
| Fortran                         | modulo        | Số chia                      |
| Frink                           | mod           | Số chia                      |
| GameMaker: Studio (GML)         | mod, %        | Số bị chia                   |
| GDScript                        | %             | Số bị chia                   |
| Go                              | %             | Số bị chia                   |
| Haskell                         | mod           | Số chia                      |
| Haskell                         | rem           | Số bị chia                   |
| Haxe                            | %             | Số bị chia                   |
| Kotlin                          | %             | Số bị chia                   |
| J                               | \|            | Số chia                      |
| Java                            | %             | Số bị chia                   |
| Java                            | Math.floorMod | Số chia                      |
| JavaScript                      | %             | Số bị chia                   |
| Julia                           | mod           | Số chia                      |
| Julia                           | rem           | Số bị chia                   |
| LabVIEW                         | mod           | Số bị chia                   |
| LibreOffice                     | =MOD()        | Số chia                      |
| Lua 5                           | %             | Số chia                      |
| Lua 4                           | mod(x,y)      | Số chia                      |
| Liberty BASIC                   | MOD           | Số bị chia                   |
| Mathcad                         | mod(x,y)      | Số chia                      |
| Maple                           | e mod m       | Luôn không âm                |
| Mathematica                     | Mod[a, b]     | Số chia                      |
| MATLAB                          | mod           | Số chia                      |
| MATLAB                          | rem           | Số bị chia                   |
| Maxima                          | mod           | Số chia                      |
| Maxima                          | remainder     | Số bị chia                   |
| Maya Embedded Language          | %             | Số bị chia                   |
| Microsoft Excel                 | =MOD()        | Số chia                      |
| Minitab                         | MOD           | Số chia                      |
| mksh                            | %             | Số bị chia                   |
| Modula-2                        | MOD           | Số chia                      |
| Modula-2                        | REM           | Số bị chia                   |
| MUMPS                           | #             | Số chia                      |
| Netwide Assembler (NASM, NASMX) | %             | toán tử modulo không dấu     |
| Netwide Assembler (NASM, NASMX) | %%            | toán tử modulo có dấu        |
| Oberon                          | MOD           | Số chia                      |
| Object Pascal, Delphi           | mod           | Số bị chia                   |
| OCaml                           | mod           | Số bị chia                   |
| Occam                           | \             | Số bị chia                   |
| Pascal (ISO-7185 and -10206)    | mod           | Luôn không âm                |
| Perl                            | %             | Số chia                      |
| PHP                             | %             | Số bị chia                   |
| PIC BASIC Pro                   | \\            | Số bị chia                   |
| PL/I                            | mod           | Số chia (ANSI PL/I)          |
| PowerShell                      | %             | Số bị chia                   |
| Progress                        | modulo        | Số bị chia                   |
| Prolog (ISO 1995)               | mod           | Số chia                      |
| Prolog (ISO 1995)               | rem           | Số bị chia                   |
| PureBasic                       | %,Mod(x,y)    | Số bị chia                   |
| Python                          | %             | Số chia                      |
| Python                          | math.fmod     | Số bị chia                   |
| Racket                          | remainder     | Số bị chia                   |
| RealBasic                       | MOD           | Số bị chia                   |
| R                               | %%            | Số chia                      |
| Rexx                            | //            | Số bị chia                   |
| RPG                             | %REM          | Số bị chia                   |
| Ruby                            | %, modulo()   | Số chia                      |
| Ruby                            | remainder()   | Số bị chia                   |
| Rust                            | %             | Số bị chia                   |
| Scala                           | %             | Số bị chia                   |
| Scheme                          | modulo        | Số chia                      |
| Scheme                          | remainder     | Số bị chia                   |
| Scheme R6RS                     | mod           | Luôn không âm                |
| Scheme R6RS                     | mod0          | Nearest to zero              |
| Seed7                           | mod           | Số chia                      |
| Seed7                           | rem           | Số bị chia                   |
| SenseTalk                       | modulo        | Số chia                      |
| SenseTalk                       | rem           | Số bị chia                   |
| Smalltalk                       | \\            | Số chia                      |
| Smalltalk                       | rem:          | Số bị chia                   |
| Spin                            | //            | Số chia                      |
| SQL (SQL:1999)                  | mod(x,y)      | Số bị chia                   |
| SQL (SQL:2012)                  | %             | Số bị chia                   |
| Standard ML                     | mod           | Số chia                      |
| Standard ML                     | Int.rem       | Số bị chia                   |
| Stata                           | mod(x,y)      | Luôn không âm                |
| Swift                           | %             | Số bị chia                   |
| Tcl                             | %             | Số chia                      |
| Torque                          | %             | Số bị chia                   |
| Turing                          | mod           | Số chia                      |
| Verilog (2001)                  | %             | Số bị chia                   |
| VHDL                            | mod           | Số chia                      |
| VHDL                            | rem           | Số bị chia                   |
| VimL                            | %             | Số bị chia                   |
| Visual Basic                    | Mod           | Số bị chia                   |
| x86 assembly                    | IDIV          | Số bị chia                   |
| XBase++                         | %             | Số bị chia                   |
| XBase++                         | Mod()         | Số chia                      |
| Z3 theorem prover               | div, mod      | Luôn không âm                |

| Ngôn ngữ        | Toán tử                          | Kết quả có cùng dấu với |
| --------------- | -------------------------------- | ----------------------- |
| ABAP            | MOD                              | Luôn không âm           |
| C (ISO 1990)    | fmod                             | Số bị chia              |
| C (ISO 1999)    | fmod                             | Số bị chia              |
| C (ISO 1999)    | remainder                        | Gần với số 0            |
| C++ (ISO 1998)  | std::fmod                        | Số bị chia              |
| C++ (ISO 2011)  | std::fmod                        | Số bị chia              |
| C++ (ISO 2011)  | std::remainder                   | Gần với số 0            |
| C#              | %                                | Số bị chia              |
| Common Lisp     | mod                              | Số chia                 |
| Common Lisp     | rem                              | Số bị chia              |
| D               | %                                | Số bị chia              |
| Dart            | %                                | Luôn không âm           |
| Dart            | remainder()                      | Số bị chia              |
| F#              | %                                | Số bị chia              |
| Fortran         | mod                              | Số bị chia              |
| Fortran         | modulo                           | Số chia                 |
| Go              | math.Mod                         | Số bị chia              |
| Haskell (GHC)   | Data.Fixed.mod'                  | Số chia                 |
| Java            | %                                | Số bị chia              |
| JavaScript      | %                                | Số bị chia              |
| LabVIEW         | mod                              | Số bị chia              |
| Microsoft Excel | =MOD()                           | Số chia                 |
| OCaml           | mod_float                        | Số bị chia              |
| Perl            | POSIX::fmod                      | Số bị chia              |
| Perl6           | %                                | Số chia                 |
| PHP             | fmod                             | Số bị chia              |
| Python          | %                                | Số chia                 |
| Python          | math.fmod                        | Số bị chia              |
| Rexx            | //                               | Số bị chia              |
| Ruby            | %, modulo()                      | Số chia                 |
| Ruby            | remainder()                      | Số bị chia              |
| Scheme R6RS     | flmod                            | Luôn không âm           |
| Scheme R6RS     | flmod0                           | Gần với số 0            |
| Standard ML     | Real.rem                         | Số bị chia              |
| Swift           | truncatingRemainder(dividingBy:) | Số bị chia              |
| XBase++         | %                                | Số bị chia              |
| XBase++         | Mod()                            | Số chia                 |